# Aaron Peirsol
Aaron Wells Peirsol (Irvine, 23 de julho de 1983) é um ex-nadador norte-americano, tendo conquistado três medalhas de ouro nos Jogos Olímpicos de 2004 realizados em Atenas, Grécia.
Peirsol foi recordista mundial dos 100 metros costas entre 2004 e 2009, quando teve seu recorde quebrado, mas logo o recuperou e o mantém até hoje; e também foi detentor da melhor marca dos 200 metros costas entre 2002 e 2007, entre julho e agosto de 2008, e entre julho de 2009 e o presente momento.
Em 2 de fevereiro de 2011 Peirsol anunciou o fim de sua carreira de nadador, aos 27 anos de idade.